# ناحیه درای فورک، شهرستان کارول، آرکانزاس
ناحیه درای فورک، شهرستان کارول، آرکانزاس (به انگلیسی: Dry Fork Township) یک منطقهٔ مسکونی در ایالات متحده آمریکا است که در شهرستان کرول، آرکانزاس واقع شده‌است. ناحیه درای فورک ۲۹۲ نفر جمعیت دارد.